# Henut
Henut vagy Khenut ókori egyiptomi királyné volt az óbirodalmi V. dinasztia idején, Unisz felesége, talán I. Iput királyné anyja.
Henutot Szakkarában temették el, Unisz piramisa közelében, egy másik királynéval, Nebettel közös kettős masztabasírba. A sírt Peter Munro tárta fel. Szesszeset anyakirályné piramisa is a közelben található. Nebet sírjával ellentétben Henuté erősen károsodott. Nevét talán említik Unisz halotti templomában is, bár itt csak a név első hieroglif jele maradt fenn, így lehet, hogy másvalakiről van szó.
Címei: A jogar úrnője (wr.t-ḥts), Aki látja Hóruszt és Széthet (m33.t-ḥrw-stš), Nagy kegyben álló (wr.t-ḥzwt), A király szeretett felesége (ḥm.t-nỉswt mrỉỉt=f), Hórusz szeretett társa (smr.t-ḥrw mrỉỉt=f), A Két Úrnő szeretettjének hitvese (zm3.t mrỉỉ-nb.tỉ), Hórusz kísérője (tỉs.t-ḥrw).

## Fordítás
- Ez a szócikk részben vagy egészben  a   Khenut című angol Wikipédia-szócikk ezen változatának fordításán alapul.  Az eredeti cikk szerkesztőit annak laptörténete sorolja fel. Ez a jelzés csupán a megfogalmazás eredetét és a szerzői jogokat jelzi, nem szolgál a cikkben szereplő információk forrásmegjelöléseként.